# Hama yumi

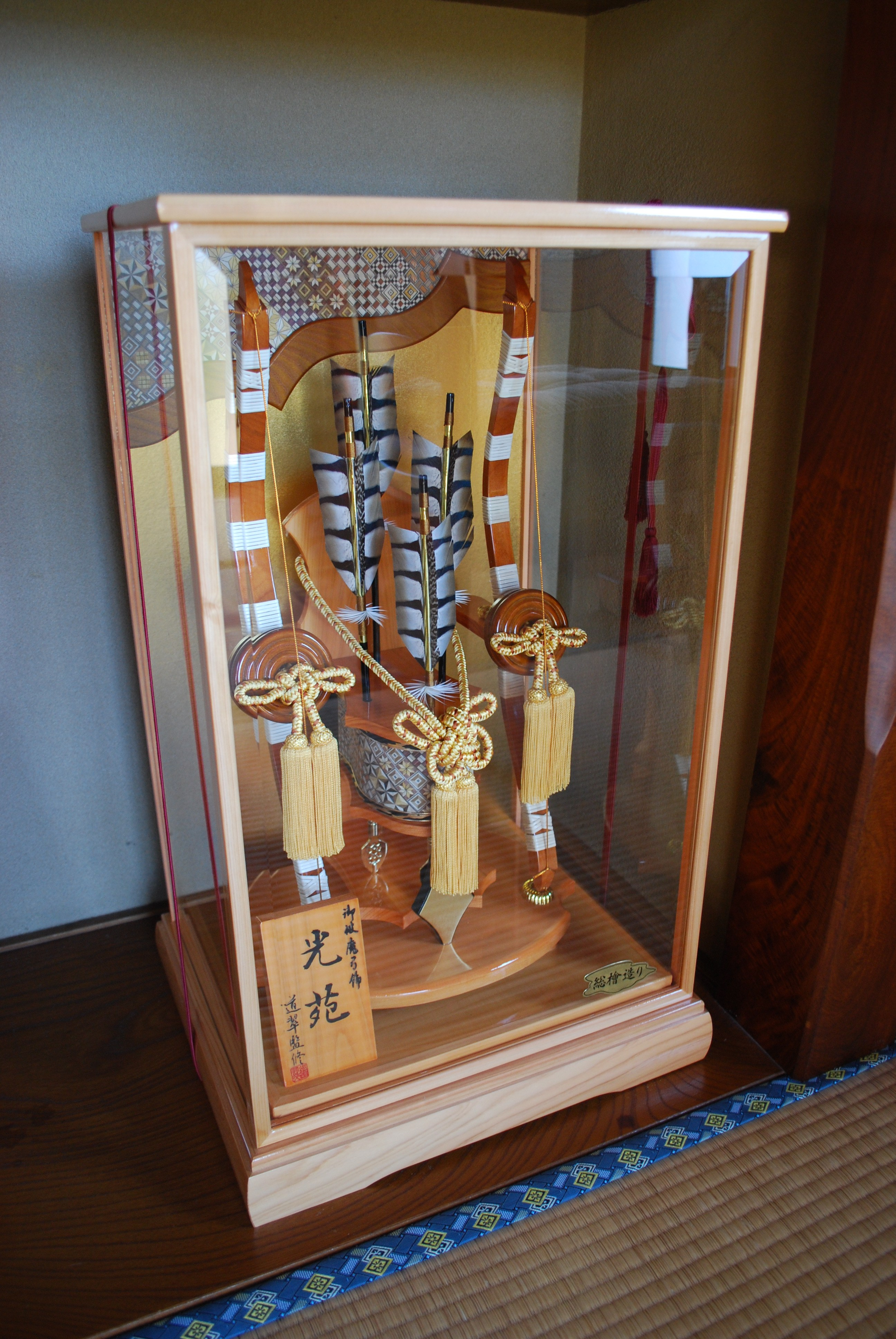
Hama yumi.

Le hama yumi (破魔弓) est un arc sacré utilisé en 1103 apr. J.-C. au Japon. À cette époque, le palais impérial est hanté par un démon qui rend l'empereur malade. Les prêtres essayent en vain de détruire le démon. Finalement, l'archer Minamoto Yorimasu est convoqué au palais afin de tuer le démon avec son arc. La première flèche tue le démon et l'arc est nommé hama yumi, « arc destructeur de démons ».
Depuis lors, l'arc est utilisé par les rituels shinto et bouddhistes en vue de purification. Des modèles plus petits sont placés dans les sanctuaires shinto et à la maison pour la protection contre les forces du mal et sont aussi considérés comme des porte-bonheurs.